# Orthocentrus macrocerus
Orthocentrus macrocerus är en stekelart som beskrevs av Gabriel Strobl 1903. Orthocentrus macrocerus ingår i släktet Orthocentrus och familjen brokparasitsteklar. Inga underarter finns listade i Catalogue of Life.